# Zoe Lofgren

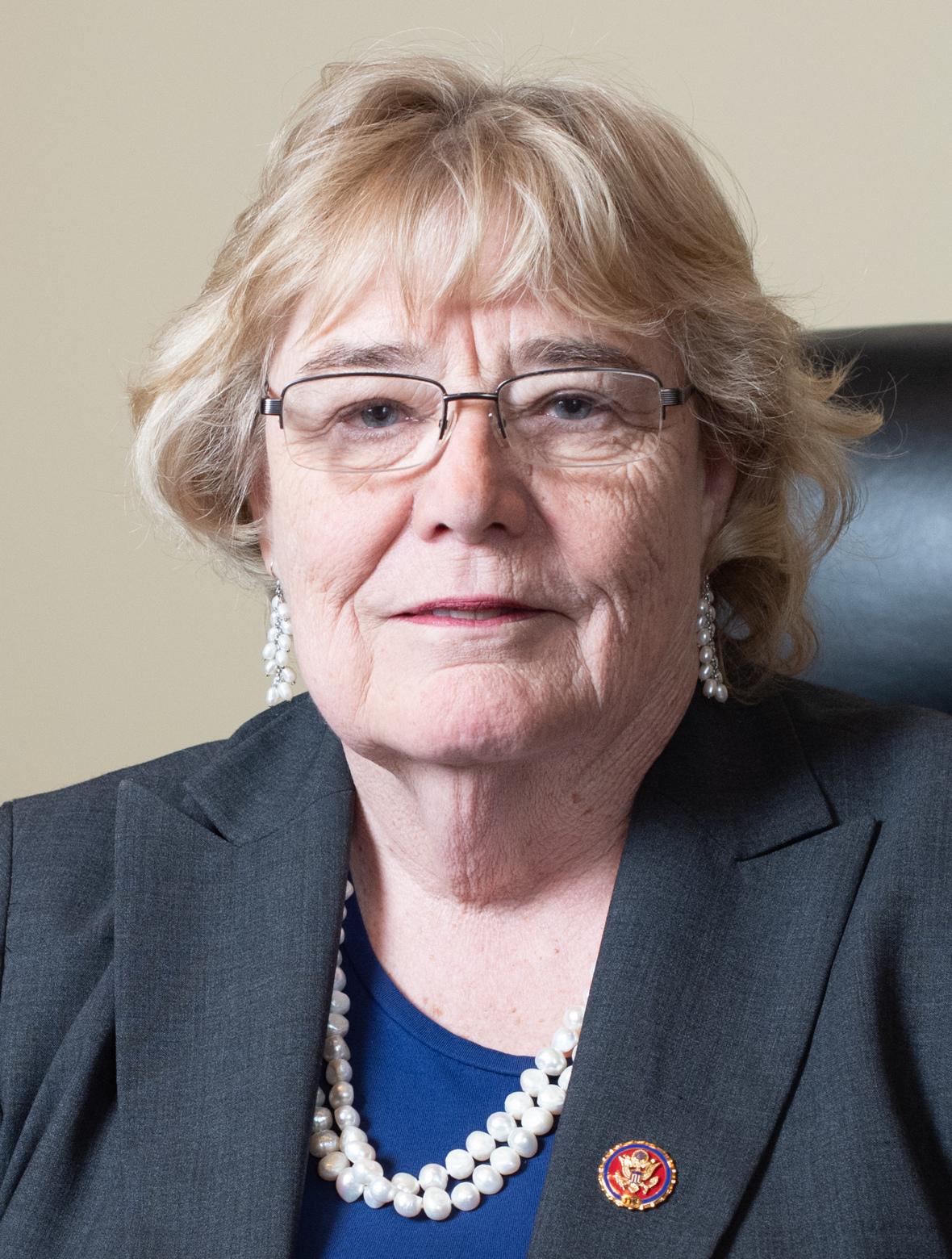
Zoe Lofgren (2019)

Susan Ellen „Zoe“ Lofgren (* 21. Dezember 1947 in San Mateo, San Mateo County, Kalifornien) ist eine US-amerikanische Rechtswissenschaftlerin, Hochschullehrerin und Politikerin der Demokratischen Partei. Seit 1995 vertritt sie den Bundesstaat Kalifornien im US-Repräsentantenhaus. Bis 2013 im 16. Distrikt, bis 2023 für den 19. Distrikt und seither für den 18. Distrikt.

## Privatleben
Zoe Lofgren stammt aus einfachen Verhältnissen. Ihr Vater war Kraftfahrer und ihre Mutter Köchin. Sie besuchte bis 1966 die Gunn High School in Palo Alto. Nach dem Schulbesuch studierte sie erst Politikwissenschaften an der Stanford University und erwarb dort 1970 einen Bachelor of Arts (B.A. Political Science). Ein anschließendes Postgraduiertenstudium der Rechtswissenschaften an der Law School der Santa Clara University schloss sie 1975 mit einem Juris Doctor (J.D.) ab. Nach einer anschließenden Tätigkeit als Rechtsanwältin war sie von 1978 bis 1980 zunächst Dozentin und danach von 1981 bis 1994 Professorin für Rechtswissenschaften an der Santa Clara University. Daneben war sie zeitweise Verwaltungsdirektor der Community Housing Developers sowie Mitarbeiterin im Stab des langjährigen kalifornischen demokratischen Kongressabgeordneten Don Edwards.
Sie ist verheiratet mit John Marshall Collins und hat zwei Kinder.

## Politik
Lofgren wurde ab 1994 für die Demokratische Partei aktiv, als sie die Nachfolge von Edwards für den 16. Wahlbezirk im US-Repräsentantenhaus antrat. Sie setzte sich mit 65 % der Stimmen gegen den Republikaner Lyle Smith durch und vertritt seit dem 3. Januar 1995 ihren Staat. Sie gewann seither vierzehn Wiederwahlen von 1996 bis 2022. Seit 2023 vertritt sie den 18. Bezirk.
Die offene Primary (Vorwahl) für die Wahlen 2022, nunmehr für den 18. Wahlbezirk, am 7. Juni gewann sie mit 56,3 % klar. Sie trat damit am 8. November 2022 gegen Peter Hernandez von der Republikanischen Partei an und entschied diese Wahl mit 64,9 % der Stimmen für sich. 2024 wurde sie im 18. Kongress Wahlbezirk mit 64,6 % wiedergewählt. Dementsprechend ist sie im Repräsentantenhaus des 119. Kongresses bis zum 3. Januar 2027 vertreten.

### Ausschüsse
Im Jahr 2009 wurde Zoe Lofgren Vorsitzende des Ausschusses für den Standard offiziellen Verhaltens (US House Committee on Standards of Official Conduct), des für Standards in ethischen Fragen zuständigen Ausschusses des Repräsentantenhauses. In dieser Funktion wurde sie 2009 vom Repräsentantenhaus zu einem der Mitglieder zur Leitung des Amtsenthebungsverfahrens (Impeachment) gegen Samuel B. Kent, einen Richter am US District Court für Süd-Texas (US District Court for the Southern District of Texas). Dieser wurde am 11. Mai 2009 wegen sexueller Belästigung von Mitarbeiterinnen zu 33 Monaten Freiheitsstrafe verurteilt und trat nach Beginn des Amtsenthebungsverfahrens am 30. Juni 2009 zurück.
2010 leitete sie ein weiteres Amtsenthebungsverfahren gegen einen Bundesrichter, dieses Mal gegen Gabriel Thomas Porteous Jr., Richter des District Court for the Eastern District of Louisiana, der mehrfach falsche Finanzformulare gegen Geld und Wertgegenstände beglaubigte. Er wurde durch das Verfahren aus dem Amt entfernt.
Lofgren ist aktuell Mitglied in folgenden Ausschüssen des Repräsentantenhauses:
- Committee on Science, Space, and Technology
- Committee on the Judiciary
  - Courts, Intellectual Property, and the Internet
  - Immigration Integrity, Security, and Enforcement
  - The Administrative State, Regulatory Reform, and Antitrust

Sie war zuvor außerdem Mitglied im Committee on House Administration, Joint Committee on Printing, Joint Committee on the Library, Select Committee on the Modernization of Congress sowie im Select Committee to Investigate the January 6th Attack.